# بيتر فولر
بيتر فولر (بالإنجليزية: Peter Fowler)‏ هو لاعب غولف أسترالي، ولد في 9 يونيو 1959 في Hornsby, New South Wales ‏ في أستراليا.

## وصلات خارجية
- بيتر فولر على موقع رابطة أوروبا للاعبي الغولف المحترفين (الإنجليزية)
- بيتر فولر على موقع رابطة اليابان للاعبي الغولف المحترفين (الإنجليزية)
- بيتر فولر على موقع التصنيف العالمي الرسمي للغولف (الإنجليزية)
- بيتر فولر على موقع إن إن دي بي (الإنجليزية)